# Paradombeya sinensis
Paradombeya sinensis är en malvaväxtart som beskrevs av Stephen Troyte Dunn. Paradombeya sinensis ingår i släktet Paradombeya och familjen malvaväxter. Inga underarter finns listade i Catalogue of Life.